# Iris Chacón

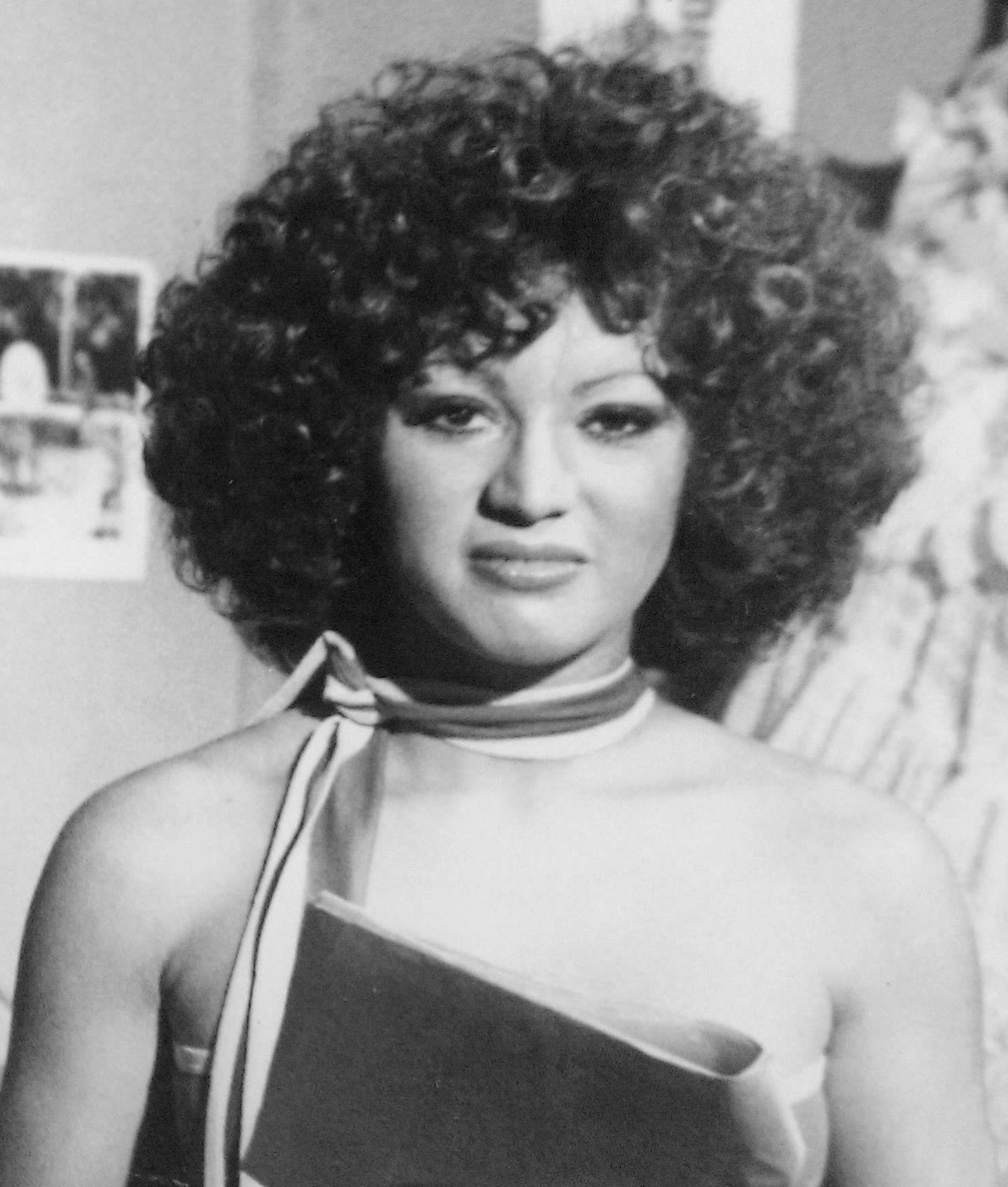
Iris Chacón 1976

Iris Chacón Tapia (* 7. März 1950 in Santurce) ist eine puerto-ricanische Tänzerin, Sängerin und Entertainerin.
Chacón begann ihre Laufbahn Mitte der 1960er Jahre in Programmen von Sylvia de Grasse beim Fernsehsender Telemundo. Ab 1969 arbeitete sie als Tänzerin und Sängerin mit Elín Ortiz zusammen, mit dem sie bis 1975 verheiratet war. 1970 erhielten beide eine tägliche Sendung bei Telecadena Pérez Perry. Im gleichen Jahr debütierte Chacón mit der LP Tú no eres hombre beim Label Hit Parade. Der Song Rey de amores aus dieser LP wurde ihr erster Rundfunk-Hit. Es folgten populäre Titel wie Caramelo y chocolate, Mi movimiento und Me gusta, me gusta. Beim Festival de la Canción in Buenos Aires sang sie Ferdinando Magallanes’ Vivir por la aventura de vivir.
Von 1973 bis in die 1980er Jahre hatte sie bei Wapa Televisión eine wöchentliche Samstagsshow, El show de Iris Chacón . Daneben veröffentlichte sie weitere LPs mit Hits wie Te vas y qué, Yo te nombro, Libertad, El manicero, Tu boquita und El tren de seis. Die Anerkennung der Fachkritik gewann sie mit Shows, die sie ab 1972 im Club Caribe des Hotel Caribe Hilton produzierte. Auch im Ausland hatte sie Erfolg. In Venezuela erhielt sie den Spitznamen La Bomba Puertorriqueña, und in Mexiko führte sie ihre Shows in den Nachtclubs der Hauptstadt auf.
Als Schauspielerin wirkte Chacón in mehreren Fernsehserien mit, darunter Yo sé que mentía (1982) und Tanairí (1985, mit Charytín Goyco und Andrés García). In den USA trat sie in Talkshows wie The Morning Show, der Late Show with David Letterman und der Merv Griffin Show auf. Ab 1998 produzierte sie in Orlando das Radioprogramm Iris Chacón Live zu den Themen Gesundheit, Ernährung und Fitness. Bei Nickelodeon wirkte sie in der Kinderserie Gullah Gullah Island mit.